# 세션 하이재킹
세션 하이재킹은 시스템에 접근할 적법한 사용자 아이디와 패스워드를 모를 경우 공격 대상이 이미 시스템에 접속되어 세션이 연결되어 있는 상태를 가로채기 하는 공격으로 아이디와 패스워드를 몰라도 시스템에 접근하여 자원이나 데이터를 사용할 수 있는 공격이다.

## tcp하이재킹
tcp하이재킹은 tcp세션을 훔쳐서 서버에게 새로운 시퀀스 넘버를 보내서 마치 클라이언트 인척하며 연결을 이어나가는 공격 기법이다.

## 같이 보기
- 사이트 간 요청 위조
- HTTP 쿠키